# Teorie světového systému
Teorie světového systému (anglicky: world-systems theory) je teorie mezinárodních vztahů, která se začala formovat v 70. letech 20. století. Jejím hlavním propagátorem a také zakladatelem byl americký sociolog Immanuel Wallerstein. Teorie se vracela až do 16. století a byla také výrazně ovlivněna teorií závislosti.

## Myšlenkové vlivy
Teorie světového systému byla ovlivněna mnohými intelektuálními proudy. Z teorie závislosti byly přijaty pojmy centra a periferie a důraz na jejich determinující vliv pro rozvoj států. S školou Annales teorii světového systému pojí celistvé uchopení historie a s marxismem zase sdílí důležitost konfliktu mezi společenskými skupinami.
Wallerstein se zároveň snažil vymezit proti tehdy převládající teorii modernizace, jejímž cílem bylo identifikovat fáze rozvoje platné pro všechny státy. Podle Wallersteina však politická a ekonomická síla zemí jádra zabraňuje ostatním zemím projít těmito vývojovými fázemi, a proto je nutné zkoumat společnost celistvě tedy v rámci světového systému.

## Obecně
Wallerstein zavádí pojem kapitalistická světoekonomika, který se liší od světové ekonomiky důrazem na celistvost této jedné ekonomiky, zatímco světová ekonomika odkazuje ke kontaktům mezi národními či regionálními ekonomikami. Tato světoekonomika, která je typickým rysem kapitalismu, podle Wallersteina vzniká už v 16. století. Na začátku 20. století, během Říjnové revoluce v Rusku, se tato světoekonomika dostává do krize a s ní i celý současný mezinárodní systém. Výsledkem by tak měl být vznik nového systému.

## Systém
Wallerstein na rozdíl od většiny svých předchůdců chápe mezinárodní systém jako celistvý. Zabývá se studiem mezinárodních vztahů z roviny systému, ne jednotlivců.
Wallersteinův systém má 2 typické charakteristiky:
1. Všechny prvky jsou v rámci systému propojeny. Existují zde v dynamickém vztahu, který také určuje její postavení v systému. Pokud chceme porozumět vlastnostem nebo chování jednoho prvku v systému, musíme nejprve pochopit jeho postavení v tomto systému. Nic nemůže být pochopeno zvlášť = holistický přístup.
2. Život v systému je samoobsahující a odtržený od okolí. Vývoj v systému není závislý na vnějších faktorech. Odtržení od těchto faktorů by nezpůsobilo v systému žádné změny.

Podle Wallersteina ale také historie potvrdila 2 typy světového systému: světová říše a světová ekonomika. Dělicí linií mezi těmito dvěma typy je způsob, jakým jsou v systému přerozdělovány zdroje. Oba tyto systémy se vyznačují koncentrací zdrojů k jádru systému, ovšem světová říše je díky centralizaci stabilnější, a proto je vhodnějším typem systému.
1. Světová říše - Pro rozdělení zdrojů se využívá centralizovaného systému, který rozděluje směrem od periferie k jádru. Systém se vyznačuje hierarchií. Tím, kdo přerozděluje zdroje je politická moc.
2. Světová ekonomika - Zdroje nejsou rozdělovány centrální silou, protože žádná neexistuje. Zdroje jsou přerozděleny na základě samotného fungování systému = tržní síla. Neexistuje hierarchie, systém je anarchický a určujícími jsou ekonomické síly.

## Jádro a periferie
S pojmy jádro a periferie pracovala už teorie závislosti. Wallerstein tyto pojmy přenáší do světoekonomiky a zavádí nový pojem "semiperiferie", která představuje přechod mezi jádrem a periferií. Jedná se o světový systém, který je založený na kapitalistické ekonomice a logice jejího fungování. Jedná se o jednu z částí Wallersteinova systému.

## Podoba systému podle Wallersteina
Systém se skládá ze dvou dimenzí - prostorové a časové.

### Prostorová dimenze
Prostorová dimenze se dále dělí na 3 části :
1. Jádro - Jedná se o země ovládající světoekonomiku. Jsou to země technicky vyspělé, kde většina investic plyne do vývoje a technologií. Tyto země vykořisťují periferii a využívají semiperiferní státy.
2. Semiperiferie - Země středního pokroku, které zprostředkovávají vztahy mezi jádrem a periférií. Tyto státy mají levnou sílu (jako periferie), zároveň už jsou na tom ale lépe technologicky (jako jádro). Tyto země také vykořisťují periferii, a to buď samy za sebe nebo jako zprostředkovatel jádra.
3. Periferie - Zaostalé státy se slabou ekonomikou. Poskytují jádru a semiperiferii levnou pracovní sílu a své zdroje. Jsou vykořisťovány.

### Časová dimenze
Kromě prostorové dimenze má systém také 4 časové faktory, které mají následující posloupnost:
1. Cykly - Dlouhodobé výkyvy ekonomiky. Příkladem může být křivka vývoje ekonomiky[5] za delší období, např. 50 let. Nastává pokles a vzrůst.
2. Trendy - Křivka zobrazuje dlouhodobé směřování ekonomiky - vzhůru nebo dolů.
3. Kontradikce - Rozpory, které vycházejí ze samotného systému = To, co je dobré krátkodobě, nemusí být dobré dlouhodobě. A naopak.
4. Krize - Stav, který se vyskytne pouze jednou, a to když se spojí tři předchozí faktory. Systém se nedokáže opravit, dojde tedy k jeho zániku.

Po krizi mohou nastat 2 scénáře dalšího vývoje:
- Éra barbarství - Systém se stane anarchickým. Bude docházet ke konfliktům, protože systém bude postrádat vnitřní logiku.
- Socialistický systém - Vhodná náhrada současného (nefungujícího) kapitalistického systému.

## Kritika
Jako výhrady k teorii světových systémů se často uvádí přehnaný ekonomický redukcionismus, prázdnost pojmů jádra a periferie v dnešním globalizovaném světě, přílišné ztotožnění kapitalismu s konceptem světového systému a údajná ideologičnost teorie.
Sám Wallerstein rozděluje kritiku jeho teorie do čtyř kategorií: kritika pozitivistů, ortodoxních marxistů, zastánců teorie státní autonomie a kulturalistů: Pozitivisté Wallersteinově teorii vytýkají hlavně nedostatečné využití konkrétních kvantitativních dat k empirickému testování hypotéz teorie. Ortodoxní marxisté tvrdí, že Wallerstein opomíjí důležitost tříd a zpochybňuje tak nevyhnutelnost revoluční změny ekonomického systému. Zastánci teorie státní autonomie zase zdůrazňují velké rozdíly v motivacích států a kapitalistických podnikatelů, které podle nich teorie světových systémů nebere v potaz. Kulturalisté Wallersteina kritizují za to, že příliš velký význam připisuje trhům a státům a odmítá tak podle nich zásadní úlohu kultury ve formování sociální reality.